# Список дипломатических миссий Уганды

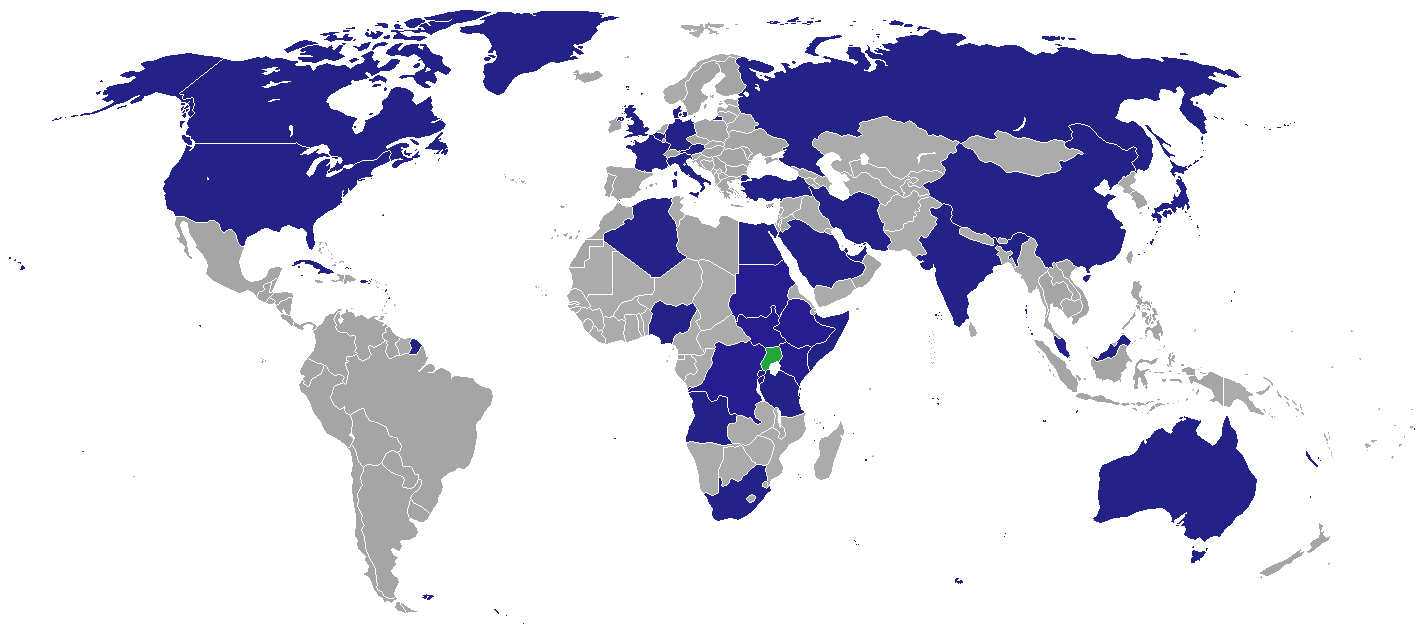
Дипломатические миссии Уганды

Список дипломатических миссий Уганды — перечень дипломатических миссий (посольств) и представительств Уганды в странах мира.

## Европа
- Бельгия
  - Брюссель (посольство)
- Великобритания

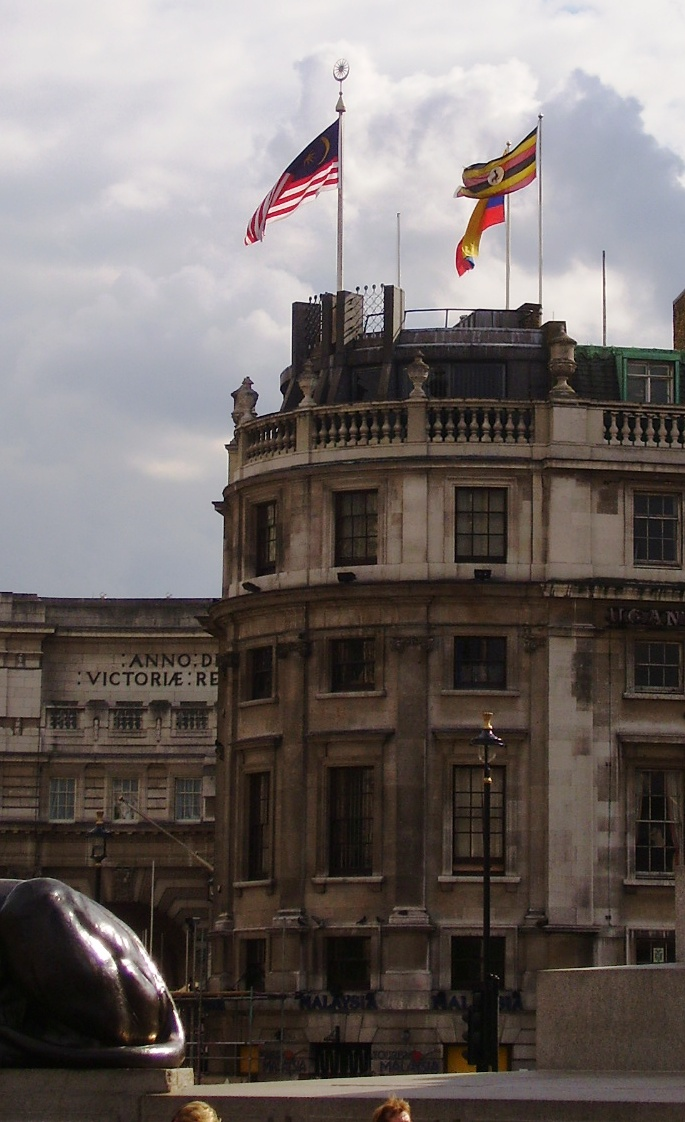
Высшее уполномоченное представительство Уганды в Лондоне

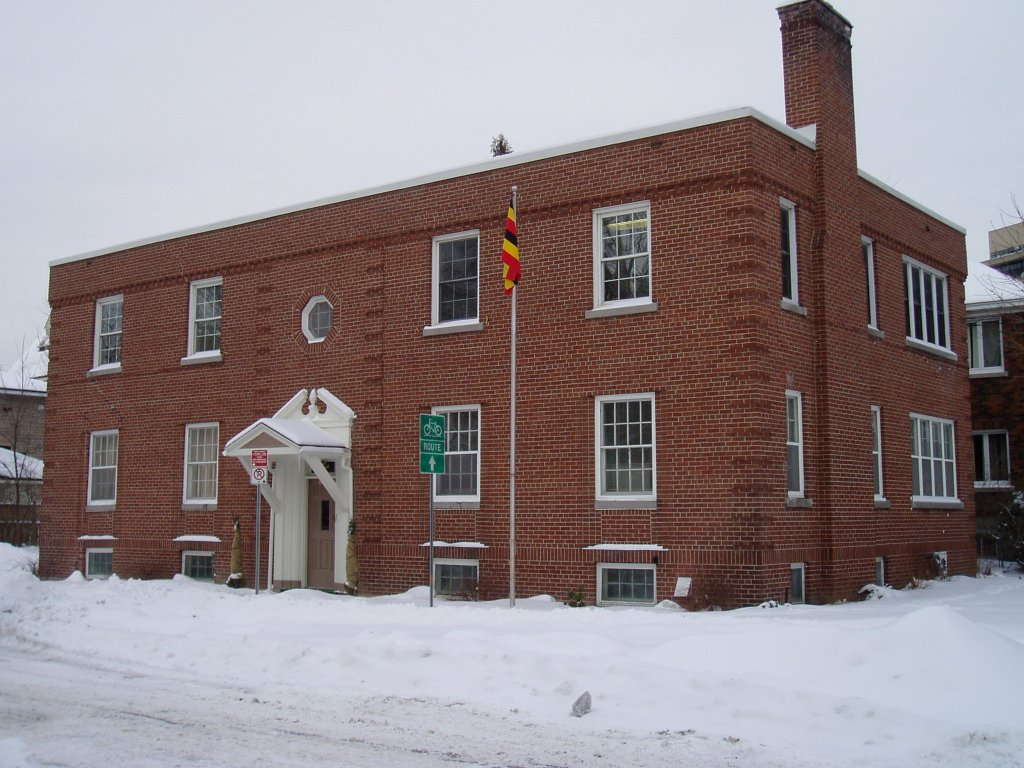
Высшее уполномоченное представительство Уганды в Оттаве

  - Лондон (высшее уполномоченное представительство)
- Германия
  - Берлин (посольство)
- Дания
  - Копенгаген (посольство)
- Италия
  - Рим (посольство)
- Россия
  - Москва (посольство)
- Франция
  - Париж (посольство)

## Азия
- Индия
  - Нью-Дели (высшее уполномоченное представительство)
- Иран
  - Тегеран (посольство)
- Китай
  - Пекин (посольство)
- Саудовская Аравия
  - Эр-Рияд (посольство)
- Япония
  - Токио (посольство)

## Америка
- Канада
  - Оттава (высшее уполномоченное представительство)
- США
  - Вашингтон (посольство)

## Африка
- Египет
  - Каир (посольство)
- Кения
  - Найроби (высшее уполномоченное представительство)
- ДР Конго
  - Киншаса (посольство)
- Ливия
  - Триполи (посольство)
- Нигерия
  - Абуджа (высшее уполномоченное представительство)
- Руанда
  - Кигали (посольство)
- Судан
  - Хартум посольство)
  - Джуба (консульство)
- Танзания
  - Дар-эс-Салам (высшее уполномоченное представительство)
- Эфиопия
  - Аддис-Абеба (посольство)
- ЮАР
  - Претория (высшее уполномоченное представительство)

## Океания
- Австралия
  - Канберра (высшее уполномоченное представительство)

## Международные организации
- Аддис-Абеба (постоянное представительство при Африканском союзе)
- Брюссель (представительство при ЕС)
- Женева (постоянное представительство при ООН и других международных организациях)
- Нью-Йорк (постоянное представительство при ООН)